# Motta Montecorvino
Motta Montecorvino är en ort och kommun i provinsen Foggia i regionen Apulien i Italien. Kommunen hade 712 invånare (2017).